# Victor Coridun
 (avril 2021).
Victor Nazaire Coridun (né au Marin le 28 juillet 1895 et mort à Fort-de-France le 25 août 1973) est un musicien, compositeur, musicologue et chef d'orchestre martiniquais.
Né au Marin, doté d'un Prix de Rome en mandoline, Victor Coridun joue également la guitare et le banjo mais devient rapidement multi-instrumentiste avec la flûte, la clarinette, l'accordéon et le piano. Il fondera son propre orchestre. Il commence une carrière d'instituteur et, amateur de technologies, s’intéressera à la photographie et à la radio amateur. Il laisse également des poèmes et une œuvre d'écrivain.
Il mènera une activité importante de collecte et d'édition de musiques traditionnelles notamment de biguines et de mazurkas.
Il sera également ouvert aux nouvelles influences et s'ouvrira au jazz. Il formera une génération d'instrumentistes tels que Robert Mavounzy.

## Littérature
Victor Coridun apparaît comme le professeur de musique du héros Stephen dans le roman Un train dans la nuit de l'écrivain Raphaël Caddy.